# پوئرتو ناتالس
پوئرتو ناتالس (به اسپانیایی: Puerto Natales) یک منطقهٔ مسکونی در شیلی است که در Natales واقع شده‌است. پوئرتو ناتالس ۴۸٬۹۷۴٫۲ کیلومترمربع مساحت و ۱۸٬۵۰۵ نفر جمعیت دارد و ۳ متر بالاتر از سطح دریا واقع شده.

## نگارخانه

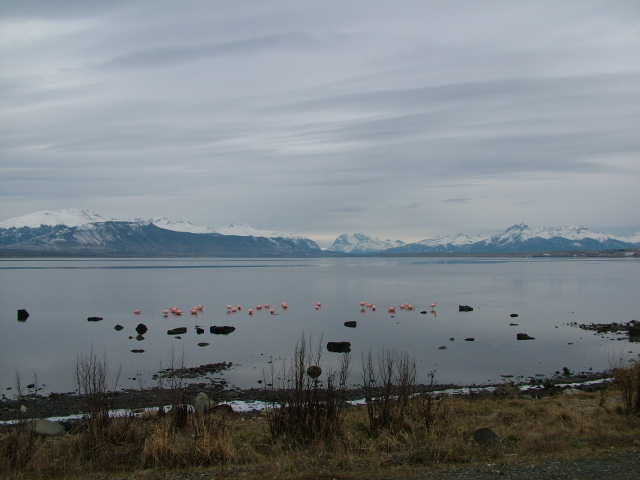
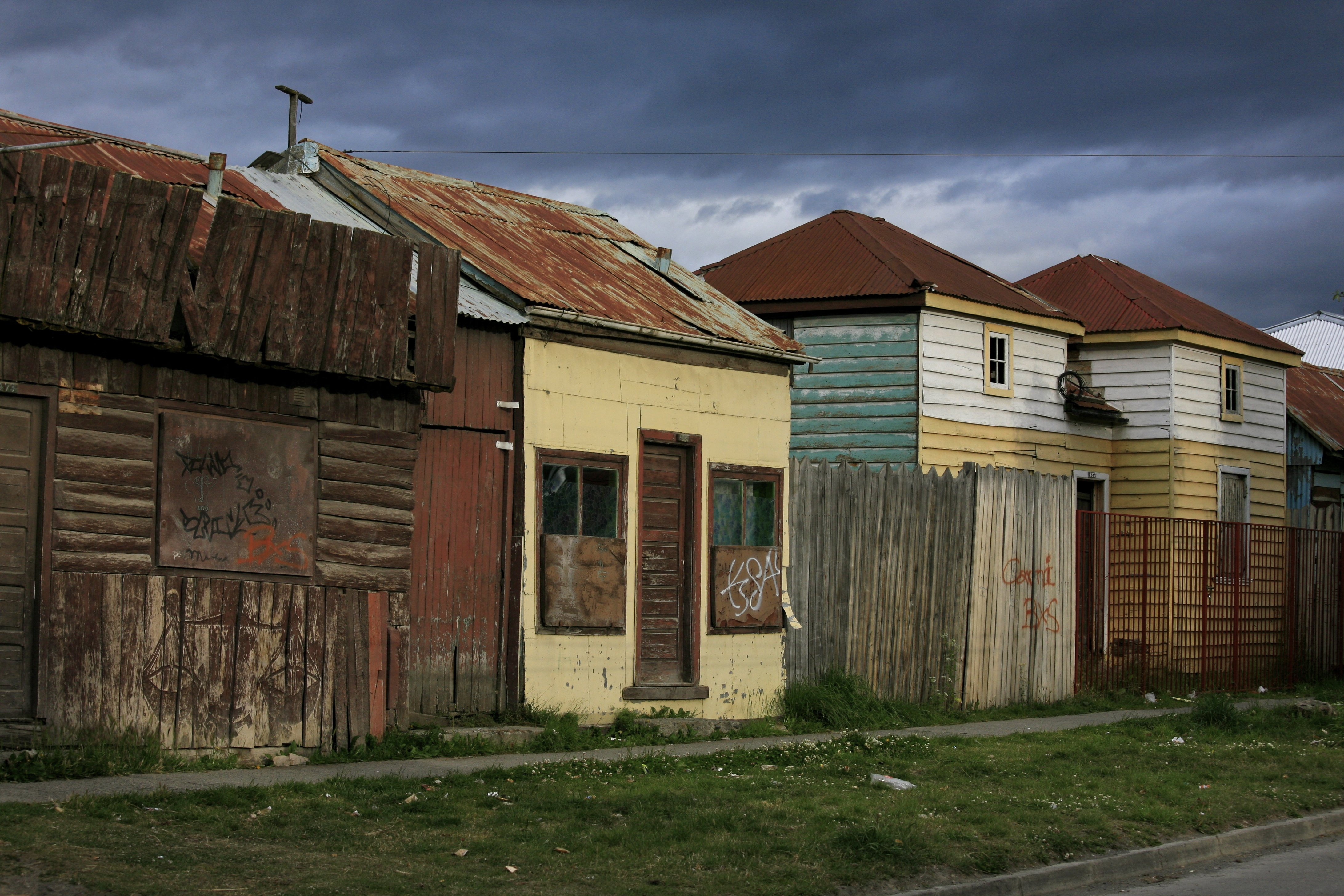
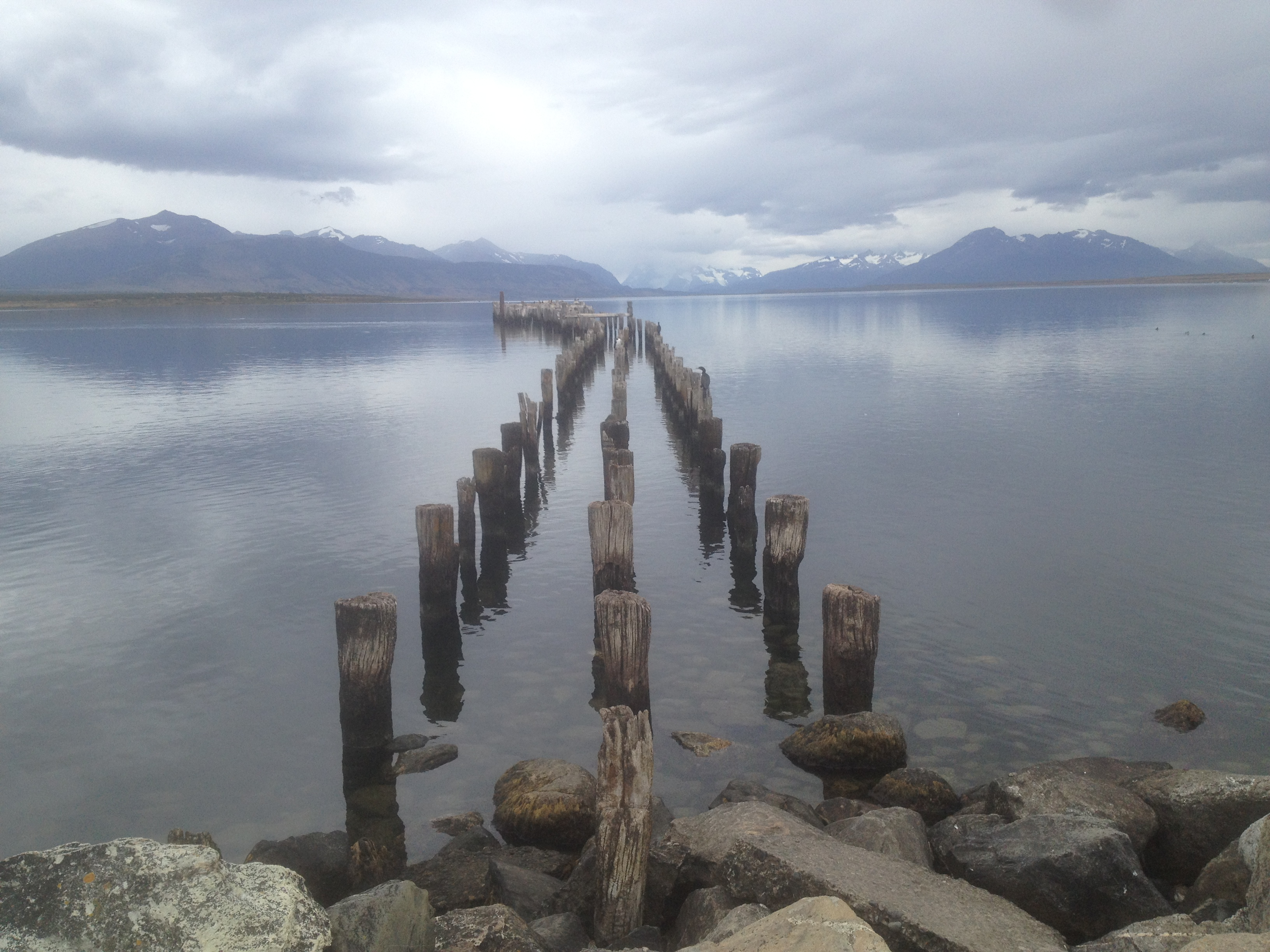
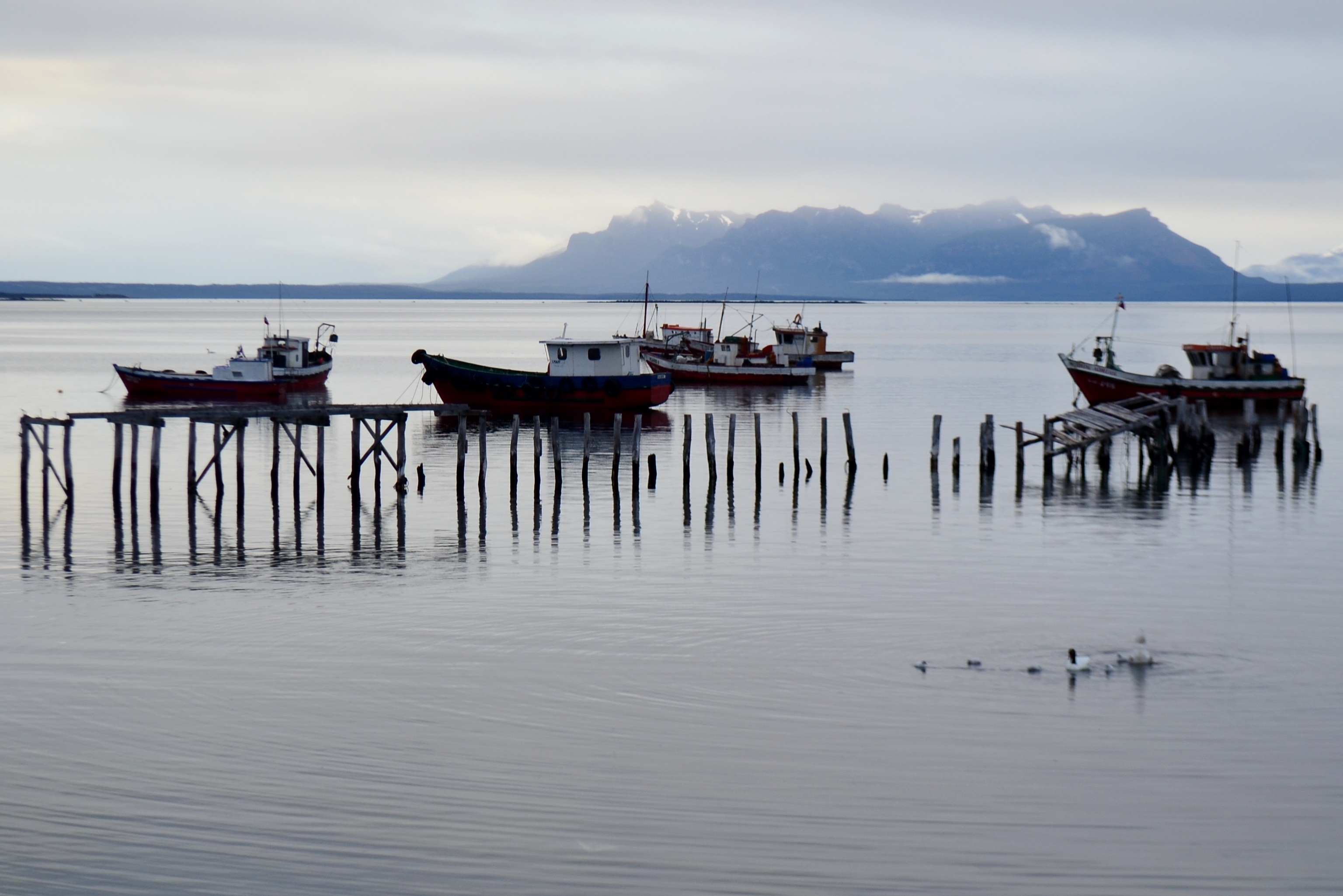
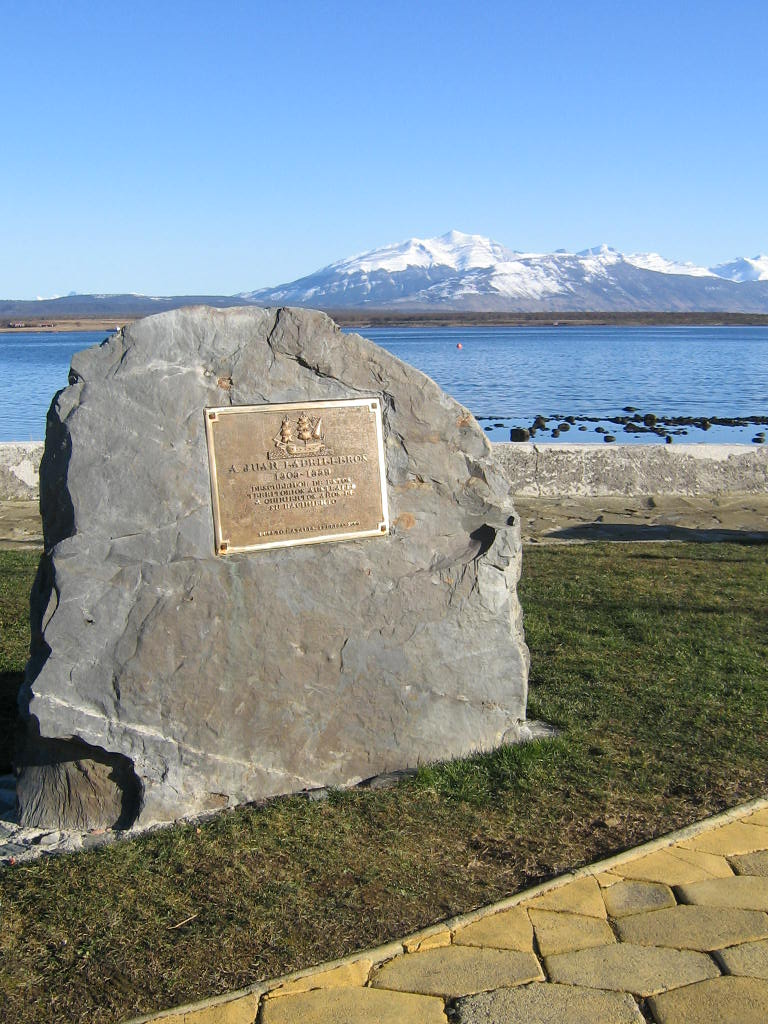